# Autoestradas da França

Rede de autoestradas de França em 2012

A  França conta actualmente uma rede de autoestradas de cerca de 11 100 km e dos quais 8 000 com portagem. Em França a velocidade na autoestrada é limitada a 130 km/h e abaixada a 110 km/hh em caso de chuva ou nevoeiro .
Por vezes com as aotoestradas também estão marcada as estradas europeias  assinaladas .